# كاميل سيبرزاك
كاميل سيبرزاك' (مواليد 23 يوليو 1991) هو لاعب كرة يد بولندي يلعب لصالح نادي برشلونة الإسباني ويمثل منتخب بولندا وحصل على المركز الثالث مع منتخب بلاده في بطولة العالم 2015.

## مشواره الأحترافي
بدأ كاميل مشواره مع نادي فيسوا بوتسك ،حيث فاز معهم ببطولة بولندا 2011.في يوم 9 يونيو 2016 أنتقل لنادي برشلونة.

## المنتخب الوطني
حصل على المركز الثالث في بطولة العالم 2015 وذلك بعد أن فازوا على منتخب  إسبانيا بنتيجة (29:28)،كاميل هو من قام بإحراز هدف الفوز في الوقت الإضافي. 

## روابط خارجية
- كاميل سيبرزاك على موقع الاتحاد الأوروبي لكرة اليد (الإنجليزية)
- كاميل سيبرزاك على موقع الاتحاد الفرنسي لكرة اليد (الفرنسية)
- كاميل سيبرزاك على موقع أوليمبيديا (الإنجليزية)
- كاميل سيبرزاك على موقع اللجنة الأولمبية البولندية (مؤرشف) (البولندية)